# Freja (tidskrift)
För andra betydelser, se Freja (olika betydelser).

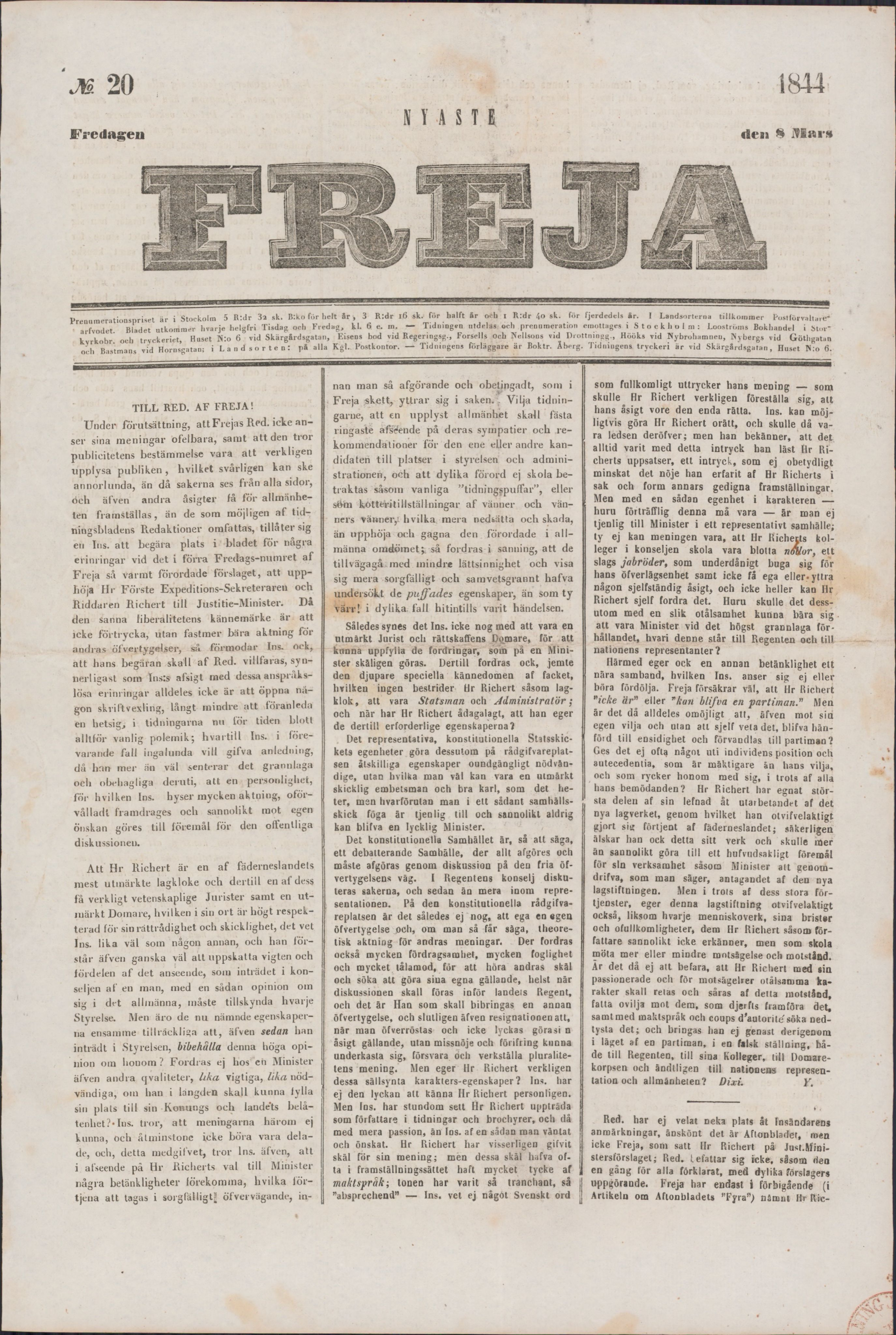
Nyaste Freja, 8 mars 1844.

Freja var en politisk och litterär tidskrift, som utgavs i Stockholm från 29 juli 1836 till 8 mars 1844. Första året utgavs den en gång i veckan, därefter två gånger i veckan.
Freja utgjorde ett oförskräckt organ för dåtidens "unga Sverige". Huvudredaktörer var Karl af Kullberg 1836–1838, August Blanche 1839-1842 och Julius Axel Kiellman-Göranson 1843–1844. Bland medarbetarna märktes Johan Johansson, utgivare av den kort förut upphörda tidningen "Argus", skalderna Gustaf Henrik Mellin, Karl August Nicander, Carl Fredric Dahlgren, Carl Wilhelm Böttiger, Göran Ingelman och Gustaf Lorentz Sommelius, artisten Ferdinand Tollin samt från och med 1839 publicisterna Theodor Sandström och Johan Vilhelm Snellman. Bidrag lämnades även av Johan Gabriel Carlén, Olof Fryxell, C.V.A. Strandberg (signaturen Talis Qualis), Herman Sätherberg, Carl Julius Lénström, Johan Nybom, Wilhelm von Braun med flera. 
Tidningen var till sin hållning i början moderat, men blev genom August Blanche mer utpräglat liberal; den drabbades åtskilliga gånger av åtal och indragning. Den var från 1837 invecklad i en hätsk polemik med Lars Johan Hiertas Aftonbladet och särskilt med dess medarbetare skalden Carl Jonas Love Almquist. Freja fick en omedelbar fortsättning i tidningen Den konstitutionelle, utgiven 1844–1845 av Johan Johansson.
Tidskriften Freja finns digitaliserad på Kungliga Biblioteket, Freja.